# Chronos
Chronos (em grego:  Χρόνος, transl.: Chrónos, "tempo"; em latim: Chronus) também chamado de Aeon (em grego:  Αίων, "eternidade"; em latim: Aeon), na mitologia grega, era a personificação do tempo eterno e imortal, e governava sobre o destino dos deuses imortais. Chronos foi uma divindade criada pela seita órfica, sendo essencialmente uma cópia do titã Cronos, que, no culto popular dos antigos gregos, era o deus do tempo por excelência.

## Etimologia
Durante a antiguidade, Chronos era ocasionalmente confundido com o titã Cronos. De acordo com Plutarco, os gregos antigos acreditavam que Cronos era um nome alegórico para Chronos. O que quer dizer que, na verdade, a figura de Chronos era, fundamentalmente, a mesma que a do titã Cronos, o deus do tempo da teogonia hesiódica e do culto comum dos gregos.
Além do nome, a história de Cronos comer seus filhos também era interpretada como uma alegoria de um aspecto específico do tempo, a esfera de influência de Chronos. Chronos representava as características destrutivas de tempo, que consumia todas as coisas, um conceito que foi definitivamente ilustrado quando o rei titã consumiu os deuses do Olimpo — o passado consumindo o futuro, a geração mais velha suprimida pela  geração seguinte.
Durante o Renascimento, a identificação de Cronos e Chronos deu origem ao "Pai Tempo", uma representação antropomórfica do tempo empunhando a foice da colheita. O significado original e a etimologia da palavra Chronos ainda são incertos.

## Conceitos
Os gregos antigos tinham três conceitos para o tempo: khrónos, kairós e aíôn. Khrónos refere-se ao tempo cronológico, ou sequencial, que pode ser medido, associado ao movimento linear das coisas terrenas, com um princípio e um fim. Kairós refere-se a um momento indeterminado no tempo, em que algo especial acontece, o tempo da oportunidade. Aíôn já era um tempo sagrado e eterno, sem uma medida precisa, um tempo da criatividade onde as horas não passam cronologicamente, também associado ao movimento circular dos astros, e que na teologia moderna corresponderia ao tempo de Deus.

## Mitologia
De acordo com a teogonia órfica, Chronos surgiu no princípio dos tempos, formado por si mesmo, ou nascido da união de Hidros e Gaia. Era um ser incorpóreo e serpentino possuindo três cabeças, uma de homem, uma de touro e outra de leão. Uniu-se à sua companheira Ananque (a inevitabilidade) numa espiral em volta do ovo primogênito separando-o, formando então o Universo ordenado com Gaia, Ponto (o mar profundo) e o Urano (o céu estrelado).
Com Ananque foi pai de Érebo ou Skotos,  Éter ou Akmon e Caos ou Aer, além de Fanes, nascidos do ovo primogênito. Alguns autores o fazem pai de Hemera ou Amara e das Moiras com Nix, assim como das doze Horas.
Permaneceu como um deus remoto e sem corpo, do tempo, que rodeava o Universo, conduzindo a rotação dos céus e o caminhar eterno do tempo, aparecendo ocasionalmente perante Zeus sob a forma de um homem idoso de longos cabelos e barbas brancas, embora permanecesse a maior parte do tempo em forma de uma força para além do alcance e do poder dos deuses mais jovens.
Uma das representações de Chronos, é a de um deus que devora seus próprios filhos. Esta representação deve-se ao fato de os antigos gregos tomarem Chronos como o criador do tempo, logo, de tudo o que existe e pode findar, sendo que, por este fato, se consideravam como filhos do tempo (Chronos), e uma vez que é impossível fugir ao tempo, todos seriam mais cedo ou mais tarde vencidos (devorados) por ele. A exemplo do Deus único e criador dos cristãos, judeus e muçulmanos, criador do universo e juiz final.
Uma explicação possível para esta representação é a confusão com o titã Cronos, que comeu os seus filhos para que não se rebelassem contra ele e lhe tomassem o poder da Terra como ele fez com o seu pai, Urano.